# Florentino Primera
Florentino Primera Mussett (Caracas, 31 de agosto de 1981) es un cantante y actor venezolano, hijo del cantautor Alí Primera, y Sol Mussett.

## Biografía
Nació en Caracas el 31 de agosto de 1981, proviene de una familia de tres hermanos: Sandino, Servando y Juan Simón, hijos del Alí Primera, uno de los cantantes icónicos de Venezuela, y de Sol Mussett, una maestra de escuela. También tiene tres medio hermanos: María Fernanda, María Ángela y Jorge.
Se dio a conocer a través de una orquesta infantil de salsa llamada Salserin que fue fundada en el año 1993, en donde compartió tarima con su hermano Servando Primera y que gracias a una serie de televisión juvenil llamada de Sol a Sol en el año 1996 se lanzaron a la fama a nivel nacional, logrando lo que nadie ha logrado, ser la mayor revelación musical de la época que abarco toda Latinoamérica. En el año 1997 realizaron una película llamada La Primera Vez, la cual trata de una historia de amor, parte del elenco Servando (Servando Primera), Camila (Zhandra De Abreu), Gaby (Daniela Alvarado) y la orquesta infantil Salserin.
Durante su juventud tuvo una relación amorosa con la actriz Christina Dieckmann la cual perduró al menos tres años desde que ganó el certamen de belleza Miss Mundo Venezuela en el año 1997.
Debutó como autor en el año 2004 con la canción Me duele quererte, éxito que se extendió a través de los años.
Florentino se convirtió en padre y nombró a su primer hijo, Diego Rafael Primera Sandoval, nacido el 11 de septiembre de 2007, y a su segundo hijo Rodrigo Andrés Primera Sandoval, nacido el 18 de noviembre de 2009. Su tercera hija llamada Manuela de Jesús Primera Sandoval, nació el 11 de diciembre de 2013.